# Бородай Денис Андрійович
Дени́с Андрі́йович Борода́й (10 липня 2002) — український хокеїст, нападник хокейного клубу «Сокіл» (Київ), кандидат у майстри спорту.

## Життєпис
Народився у Києві.
Заняття хокеєм розпочав у школі київського «Сокола». З 2017 року тренувався і виступав у системі ХК «Білий Барс» (Біла Церква). Від 2023 року виступає на ХК «Сокіл» (Київ).
Студент Харківської державної академії фізичної культури.
У 2025 році на зимовій Універсіаді в Турині (Італія) у складі студентської збірної України з хокею здобув бронзову медаль.